# Pronophila rosenbergi
Pronophila rosenbergi är en fjärilsart som beskrevs av Percy I. Lathy 1906. Pronophila rosenbergi ingår i släktet Pronophila och familjen praktfjärilar. Inga underarter finns listade i Catalogue of Life.